# فرهنگ سخن
فرهنگ سخن از تازه‌ترین فرهنگ‌های لغت یک‌زبانهٔ فارسی است و به سرپرستی حسن انوری تألیف شده است. این فرهنگ دو ویراست اصلی دارد:
- ویراست بزرگ (فرهنگ بزرگ سخن) در هشت جلد[۱]
- ویراست کوچک (فرهنگ فشردهٔ سخن) در دو جلد[۲]

فرهنگ بزرگ سخن، افزون بر واژه‌های قدیمی، دربردارندهٔ کمابیش همهٔ واژه‌ها، اصطلاح‌های علمی و تعبیرهای روز زبان فارسی است. این فرهنگ به سرمایهٔ انتشارات سخن تدوین و توسط آن منتشر شده است. در تدوین فرهنگ سخن، افزون بر سرویراستار (حسن انوری)، ۴۶ مؤلف و ۲۱ ویراستار در بخش‌های عمومی و تخصصی همکاری داشته‌اند.

## فرهنگ فشردهٔ سخن

فرهنگ فشردهٔ سخن

فرهنگ فشردهٔ سخن به سرپرستی حسن انوری در دو جلد تألیف شده است. این واژه‌نامه نسخهٔ فشردهٔ فرهنگ بزرگ سخن (هشت‌جلدی) است. در فرهنگ فشردهٔ سخن، شواهد واژگانی (جز در تعداد معدودی از مدخل‌ها) حذف شده‌اند. همچنین، واژه‌های بسیار کم‌کاربرد و به‌ویژه کهن‌ترِ کم‌شاهد و نیز واژه‌هایی که به‌طور قیاسی ساخته می‌شوند، از این فرهنگ حذف شده‌اند.
هدف از تلخیص فرهنگ بزرگ سخن و درآوردن آن به‌صورت فرهنگ دوجلدی، امکان بهره‌وری کسانی است که به فرهنگ بزرگ سخن دسترسی ندارند یا به‌دنبال مستندات واژه‌ها نیستند.

## فرهنگ روز سخن
فرهنگ روز سخن در یک جلد تألیف شده است. این فرهنگ، برخلاف دو فرهنگ اصلی، واژه‌های قدیمی را دربرندارد و در تدوین آن، واژه‌ها و تعبیرات روزِ زبان فارسی مدّ نظر بوده است. حجم اصطلاحات علمی نیز در این ویرایش از مجموعهٔ فرهنگ سخن کمتر از دو ویرایش اصلی (فرهنگ بزرگ و فرهنگ فشرده) است. این فرهنگ نیز توسط انتشارات سخن چاپ و منتشر شده است. در تدوین این فرهنگ هم، افزون بر سرویراستار (حسن انوری)، ۴۶ مؤلف و ۲۱ ویراستار در بخش‌های عمومی و تخصصی همکاری داشته‌اند. فرهنگ روز سخن در سال ۱۳۸۳ چاپ و منتشر شد.

## ذیل فرهنگ بزرگ سخن
این کتاب ذیلی است بر فرهنگ بزرگ سخن که در سال ۱۳۸۱ در هشت جلد انتشار یافته بود. این ذیل مشتمل بر واژه‌هایی است که از قلم افتاده یا تازه یافته شده‌اند، همچنین، مشتمل است بر تصحیح غلط‌های چاپی و غیرچاپی و اشتباه در ارجاعات که در هشت جلد روی داده، و نیز برخی شواهد جدید بر مدخل‌هایی که شاهد کم داشته یا شاهد نداشته‌اند.

## ویژگی‌های فرهنگ سخن
فرهنگ سخن دارای ۷۵ هزار سرواژه اصلی، ۴۵ هزار سرواژه فرعی، ۱۶ هزار شاهد مستند و هزار مثال و ۱۵۰۰ تصویر است. این فرهنگ دارای تقریباً همهٔ واژگان به‌کاررفته در زبان فارسی قدیم و جدید است.